# 麥克默里堡國際機場
麥克默里堡國際機場（英語：Fort McMurray International Airport）離加拿大亞伯達省麥克默里堡東南7海里（13；8.1英里），為該省北部最大機場，由麥克默里堡機場管理局營運。此機場每天提供載客航班來往愛民頓、卡加利、奇帕維安堡（Fort Chipewyan）、溫哥華和多倫多，由加拿大航空、西捷航空、麥克默里航空（McMurray Aviation）和西北方航空（Northwestern Air）營運。陽翼航空則從2012年-2015年間營運季節性航班前往墨西哥度假航點。
亞省東北部近年油砂業興旺，連帶此機場的客流量亦陸續攀升。此機場於2014年的客流量達至1,308,416人次，為當年全國以客流計算第15繁忙機場。

## 歷史
水上飛機從1920年代末起服務麥克默里堡，當時在清水河匯入阿薩巴斯卡河一帶的水道起降。當地首條跑道於1936年落成，供來往省府愛民頓的航班升降；跑道於1942年被加拿大太平洋航空延長。二戰期間美國空軍接管此飛行場並改善場内設施，到1944年則轉交加拿大交通部。太平洋西部航空（Pacific Western Airways）於1950年代末至60年代管轄這座機場，並於1962年在此建立首座永久性客運大樓。加拿大交通部其後再度接管此機場，1981年設立永久性控制塔，而可處理年客流量25萬人次的新客運大樓則於1986年開幕。
加拿大交通部於1999年將機場業權轉交麥克默里堡所在的伍德布法羅地區自治市政府；該行政區隨之成立地區機場委員會（Regional Airport Commission）來營運機場。麥克默里堡機場管理局則於2010年成立，從伍德布法羅政府接管機場。
加拿大邊境服務署從2013年起在此機場常駐邊檢人員，而耗資2億5800萬元興建的新客運大樓則於2014年開幕，可應付150萬人次的年客流量。1986年落成的客運大樓則改稱北客運大樓，此後主要處理貨運航班和企業包機。
受2016年麥克默里堡森林大火影響，機場於5月4日中止商營民航服務，而大火則於當日下午4時（世界協調時22:00）左右迫近機場。機場管理局於愛民頓國際機場設立臨時行政中心，而機管局總裁則於5月中視察機場狀況，其後表示機場部分外圍建築受輕微損毀，但主客運大樓和北客運大樓皆沒有受損。機場繼續緊急運作以便救災，並於6月10日重啓商營民航服務。

## 航空公司和目的地

### 客運
| 航空公司       | 目的地                        |
| -------------- | ----------------------------- |
| 加拿大航空     | 多倫多-皮爾遜                 |
| 加拿大快運航空 | 卡加利、愛民頓、溫哥華        |
|                | 奇帕維安堡                    |
| 西北方航空     | 愛民頓、奇帕維安堡            |
| 西捷航空       | 卡加利、愛民頓、多倫多-皮爾遜 |
| 西捷航空Encore | 卡加利、愛民頓、溫哥華        |

## 外部連結
- 维基共享资源上的相關多媒體資源：麥克默里堡國際機場
- 官方网站